# 掉線
斷線為一種網路術語，意思為網路連接時的非正常數據連接終止。

## 斷線原因
- 網路遊戲伺服器的連線異常

- 駭客

- 網路遊戲bug

- 數據機老舊

- 網路介面卡驅動程式問題